# Bas saxon des Pays-Bas

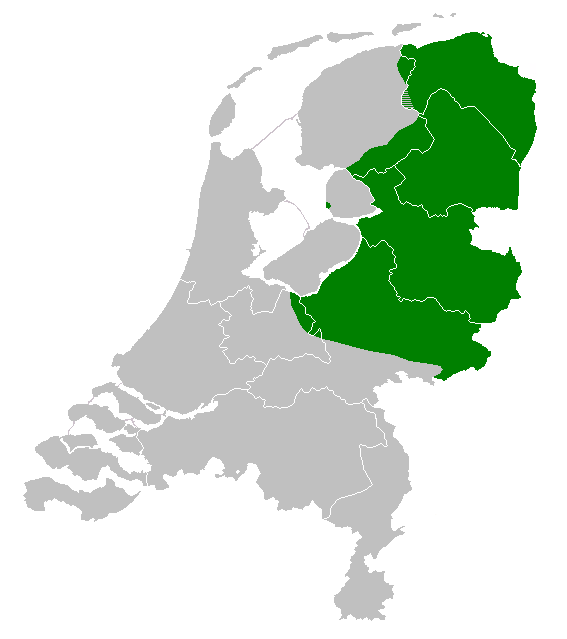
Bas saxon des Pays-Bas.

Langages actuels bas saxons.

Le bas saxon des Pays (endonyme : Nederlaands Leegsaksisch) est un groupe de dialectes bas-saxons parlés dans le nord-est des Pays-Bas. 

## Variétés du bas saxon des Pays-Bas
- Westerkertiers (nl)
  - Pompsters (nl)
  - Kölmerlands (nds-nl)
  - Midden-Westerkertiers
  - Zuud-Westerkertiers
- Grunnegs et Noord-Drèents (nds-nl)
  - Hoogelaandsters (nl)
  - Stadsgrunnegs (nl)
  - Westerwoolds (nl)
  - Veenkelonioals (nl)
  - Oldambtsters (nl)
- Stellingwarfs (en)
- Drents
  - Midden-Drèents
  - Zuud-Drèents
- Tweants (en)
- Tweants-Groafschops (nl)
- Gelders-Oaveriessels (nl)
  - Achterhooks (en)
  - Sallaans (en)
- Urkers (en)
- Veluws (en)
  - Oost-Veluws (en)
  - West-Veluws (en)

## Codification
- Code de langue IETF : nds-nl